# Geografia dell'Abruzzo

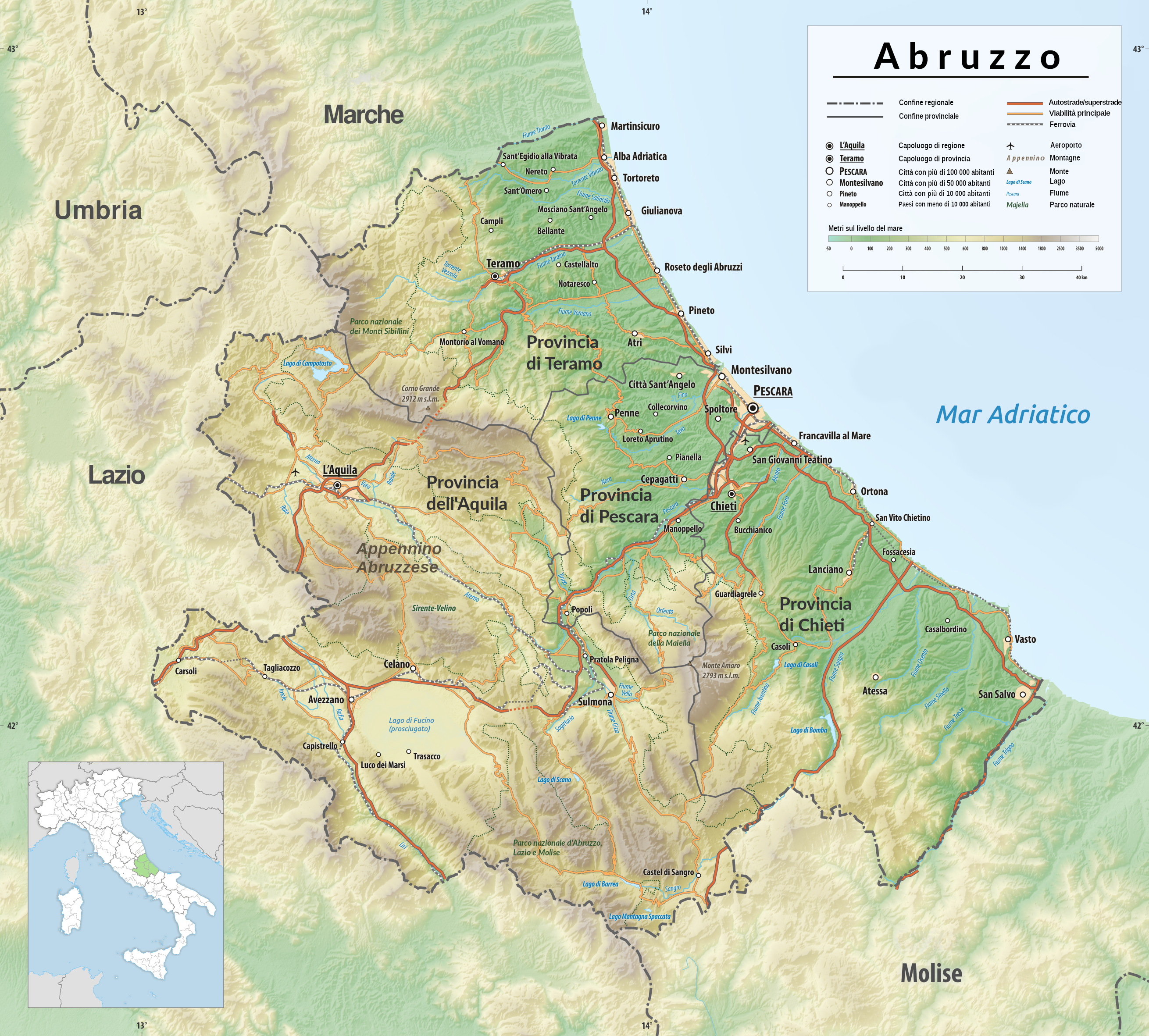
Mappa della regione

La geografia dell'Abruzzo mostra le caratteristiche della regione dell'Italia centrale, che occupa 10753 km² di territorio italiano, si estende dall'Appennino centrale abruzzese al medio mar Adriatico, presentando una grande varietà morfologica.

## Dati generali

L'Abruzzo per zone altimetriche

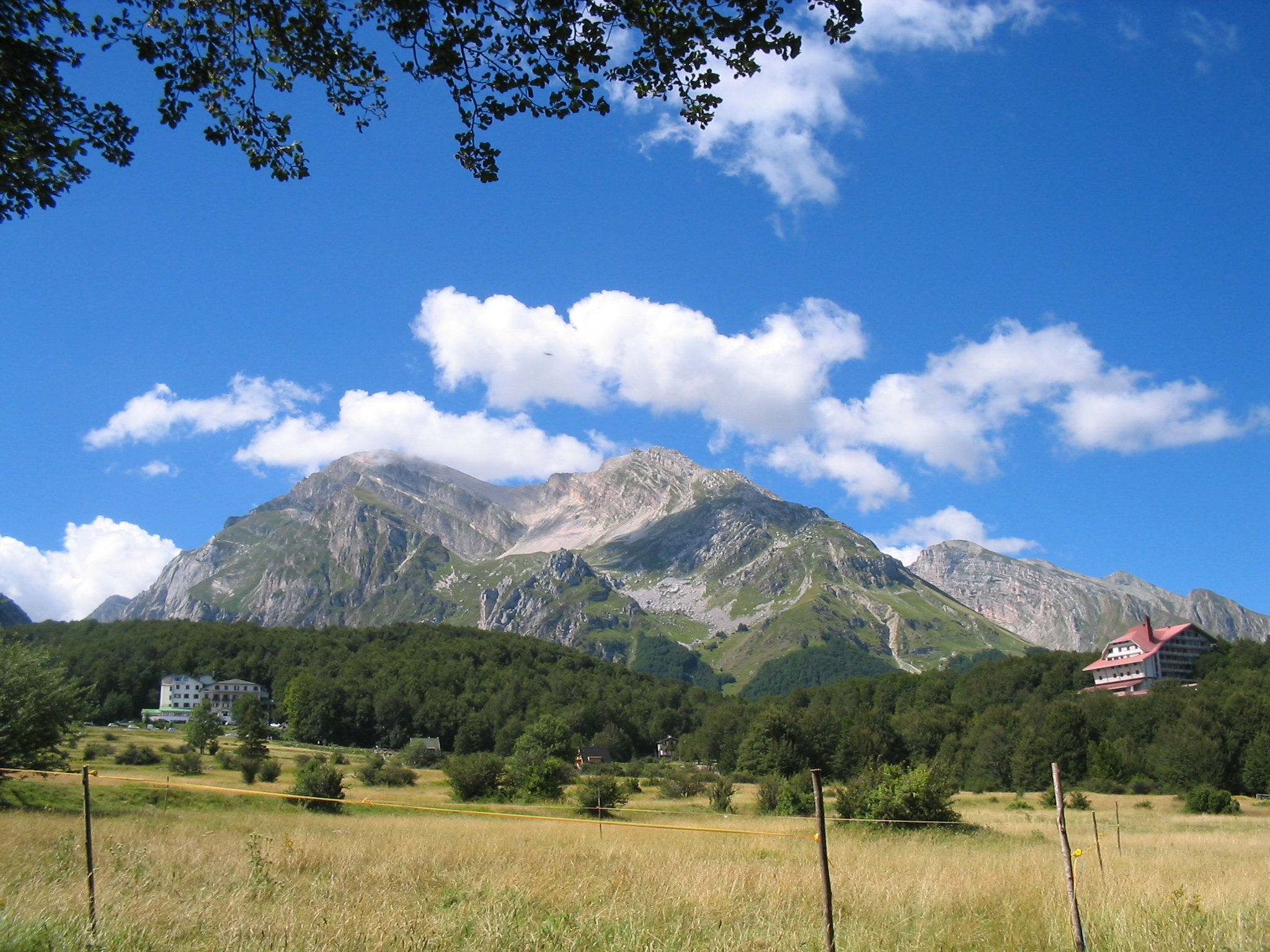
Il Gran Sasso dai Prati di Tivo

L'Abruzzo è situato sul versante adriatico dell'Italia centrale ed è la tredicesima regione italiana per estensione. Confina a nord con le Marche, a sud col Molise e a ovest con il Lazio. A est è bagnato dal mare Adriatico. Il punto più settentrionale della regione è situato a Martinsicuro, quello più a sud ad Alfedena, quello più orientale a San Salvo e quello più a ovest a Oricola.

## Morfologia
La regione si caratterizza per la prevalenza di zone montuose e collinari: il 65,1% del territorio regionale è infatti occupato da sistemi montuosi, mentre il restante 34,9% è caratterizzato da colline che degradano dalle catene appenniniche verso il mare Adriatico.

### Sistemi montuosi
I principali sistemi montuosi della regione si estendono dal passo della Torrita, vicino ad Amatrice, fino alla Bocca di Forlì, costituendo l'Appennino abruzzese. Si evidenziano tre catene, che corrono parallele da nord a sud, attraversando interamente la provincia dell'Aquila e, marginalmente quelle di Teramo, Pescara e Chieti.
La catena orientale è la più alta; dal passo della Torrita sino al passo delle Capannelle si ergono i Monti della Laga, che trovano nel Monte Gorzano la cima più elevata. Dalle Capannelle alla Forca di Penne si estende il Gran Sasso d'Italia, la sezione appenninica più alta, in cui è situato il Corno Grande che raggiunge i 2 914 metri d'altezza. Tale sistema si pone come confine naturale tra le province di L'Aquila e Teramo. Nel versante occidentale (o aquilano) è situata la piana di Campo Imperatore; in quello orientale si trovano i Prati di Tivo e il Ghiacciaio del Calderone, il più meridionale d'Europa. Dalle gole di Popoli, infine, alla Bocca di Forlì vi è il compatto massiccio della Maiella, di origine calcarea, la cui vetta principale è il Monte Amaro, che raggiunge i 2.793 metri di altezza.
La catena centrale è limitata a nord dalla Conca Aquilana, a est dalla Conca Peligna, a sud dalla Marsica e ad ovest dalla Valle del Salto. Si tratta di un complesso che prende il nome delle due vette più elevate, il Monte Velino e il Monte Sirente, a cui si aggiungono alcuni sistemi secondari: a ovest il San Rocco-Cava, a nord il Cagno-Ocre e a sud i Monti della Magnola e le Montagne della Duchessa. Nella sezione centrale della catena, tra il Sirente ed il Velino sono situati l'Altopiano delle Rocche e i Piani di Pezza, di origine carsica. Incastonata tra il Velino, le Montagne della Duchessa, il Monte Ocre ed il Monte Cagno, nella parte occidentale del sistema sorge la piana di Campo Felice, di origine carsico-alluvionale.
La catena occidentale, invece, è al confine con il Lazio ed è formata dai versanti orientali dei Monti Carseolani, dei Monti Simbruini dei Monti Cantari, dei Monti Ernici e dei Monti della Meta, nonché dai contigui Monti Marsicani, che si estendono nel territorio del parco nazionale d'Abruzzo, Lazio e Molise.

### Colline e valli

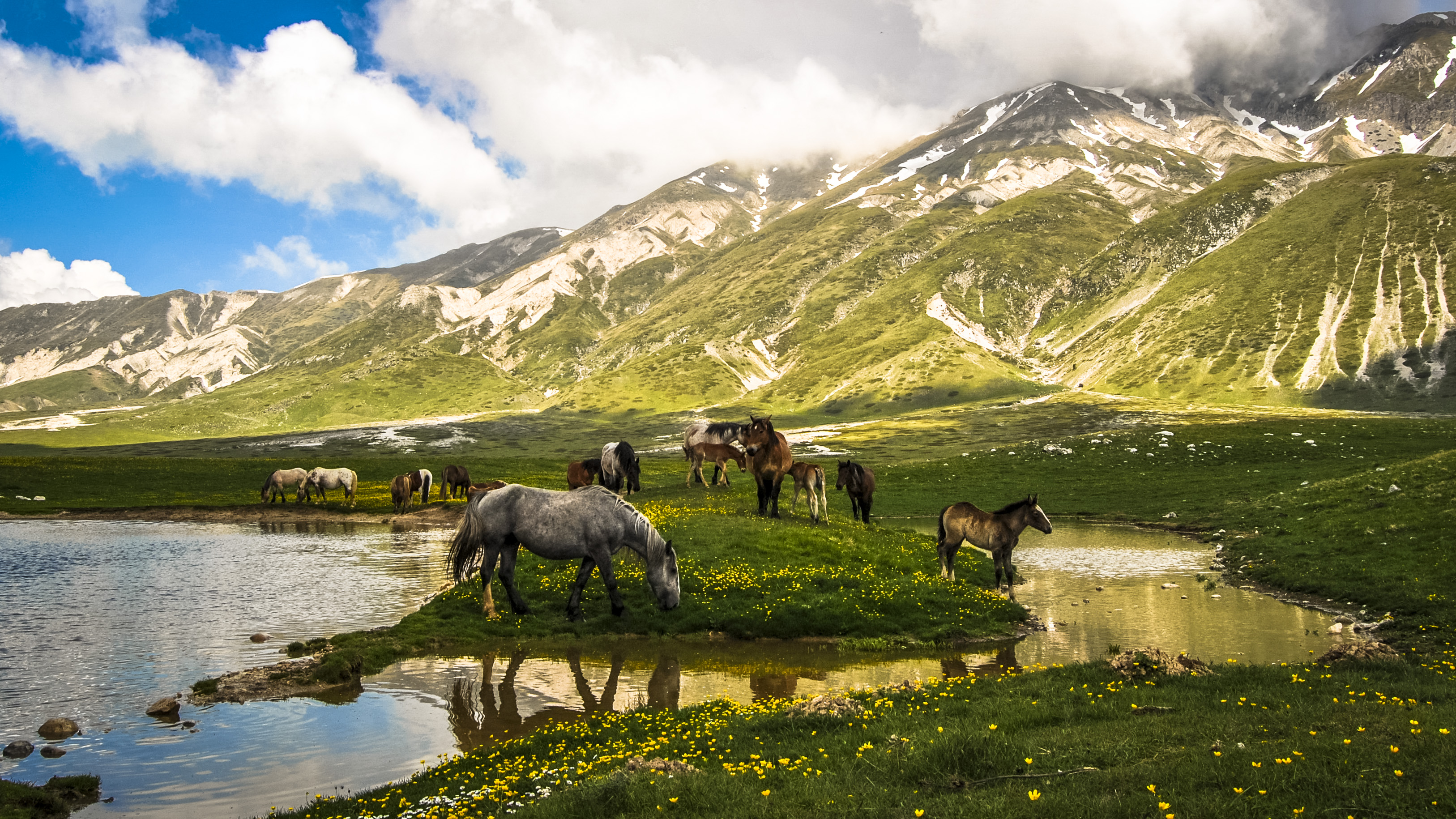
Campo Imperatore

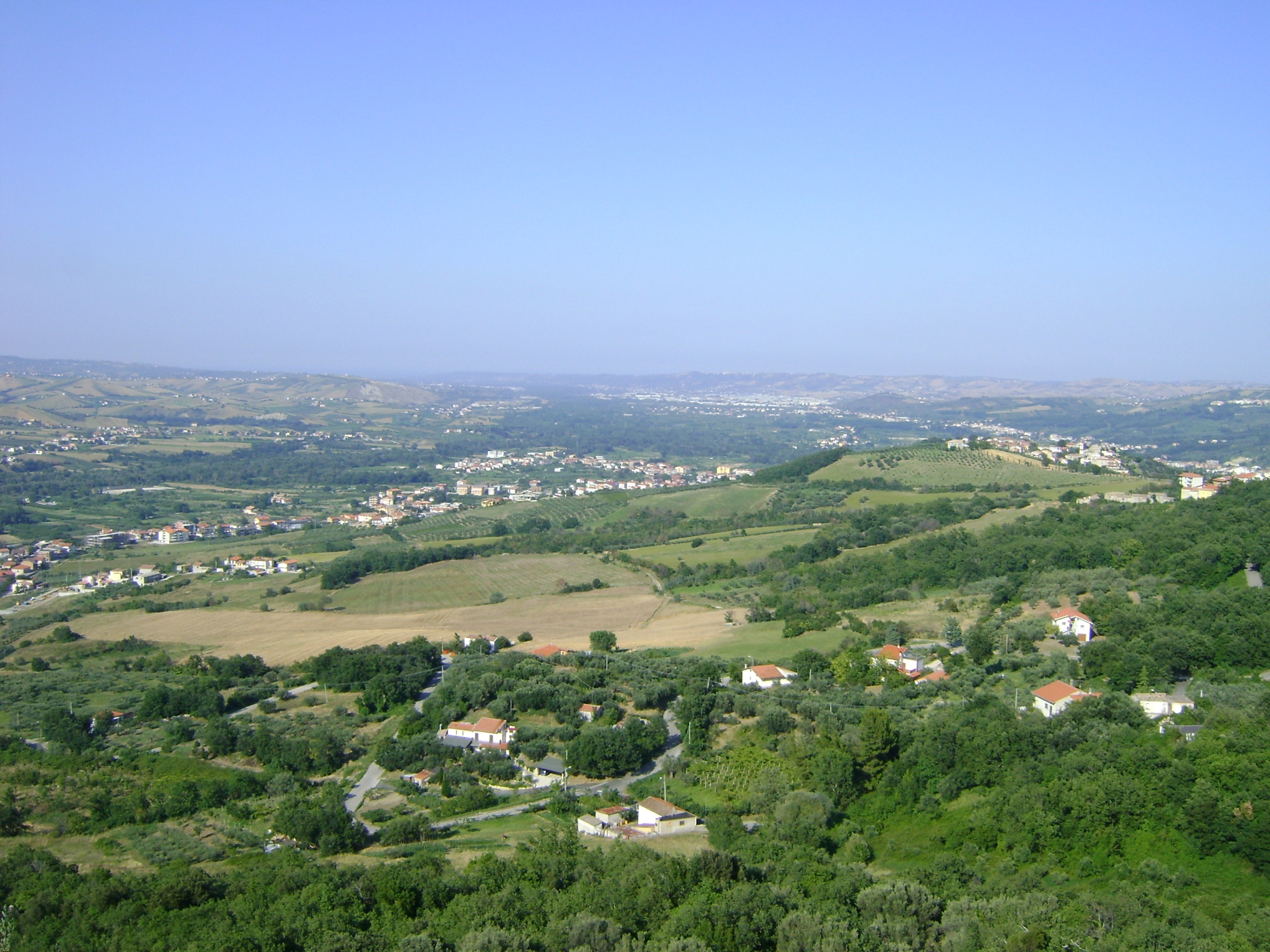
Veduta della Val di Sangro dal comune di Altino

La parte orientale della regione è caratterizzata dalla presenza di una lunga fascia collinare, interrotta da numerose valli tra le quali le principali sono la valle del Tordino e valle del Vomano in provincia di Teramo, la piana dell'Alento e la Val Pescara tra Chieti e Pescara, comprendendo l'entroterra provinciale di Loreto Aprutino e Città Sant'Angelo, la Val di Sangro presso Lanciano e Casoli, la piana Marocchina tra Ortona e San Martino sulla Marrucina e la valle del Trigno-Sinello presso Vasto e Scerni.
Le grandi bastionate montuose ad ovest e il mare a est, delimitano l'area collinare, così questa sembra essere sospesa tra il mare e le incombenti montagne della Maiella, del Monte Pallano e del Gran Sasso e dei Monti Gemelli. Il paesaggio collinare, modellate dall'uomo, nella zona del Tordino e del Sangro, è caratterizzato dalla presenza di estesi oliveti e vigneti. Sono numerose le formazioni di calanchi dovute a fenomeni di erosione, come nella piana Marrucina nei pressi di Chieti, a Orsogna e nella riserva naturale di Atri. Presso la montagne e le colline dell'aquilano, nonché nella Marsica in particolare nella valle Roveto, ad Ovindoli e Pescasseroli numerose sono le aree boschive.

### Pianure
L'unica pianura è nella stretta fascia costiera lungo l'Adriatico, diversi invece sono gli altopiani interni come il Fucino, la Conca Aquilana, la Conca Peligna, la Piana del Cavaliere, i Piani Palentini, l'Altopiano di Navelli, l'Altopiano delle Rocche, Campo Felice, i quattro altipiani maggiori d'Abruzzo, i Piani di Pezza e l'Altopiano di Cascina.

### Coste

Trabocco di Fossacesia

Bagnato a est dal mar Adriatico, l'Abruzzo ha una fascia costiera lunga 170 km compresa tra i fiumi Tronto e Trigno. Dal confine con le Marche sino a Ortona le spiagge sono basse e sabbiose, mentre il tratto più a sud, noto come Costa dei Trabocchi, presenta lunghi tratti alti e rocciosi. Nella costa teramana è presente l'area marina protetta Torre del Cerrano, che conserva gli originali ambienti dunali ed è zona di nidificazione del fratino.

## Idrografia e grotte

### Fiumi

Il Vomano

- Aterno-Pescara, che sorge a Pizzoli, vicino a L'Aquila, e si congiunge col Pescara a Popoli Terme
- Tronto, segna il confine tra l'Abruzzo e le Marche
- Sagittario, affluente del fiume Gizio, che attraversa le omonime gole ad Anversa degli Abruzzi, raccogliendo le acque dell'orta a Caramanico Terme
- Sangro, lungo 117 km, che nasce presso il Passo del Diavolo nella Marsica, e da Castel di Sangro percorre tutta l'omonima valle congiungendosi con l'Aventino, e sfociando a Fossacesia Marina. Nel 1957 è stato deviato per creare la diga del lago di Bomba
- Vomano, lungo 75 km, nasce presso il Passo delle Capannelle di Assergi, passa per Montorio al Vomano, attraversando tutta la valle teramana sfociando a Roseto degli Abruzzi
- Liri, fa parte del Lazio e dell'Abruzzo, nascendo a Cappadocia, ricevendo le acque del Fucino, sboccando nella piana di Sora.
- Trigno, segna il confine tra l'Abruzzo e il Molise
- Tordino, lungo 60 km, nasce nei Monti della Laga, scorrendo fino a Teramo, sfociando a Giulianova.
- Alento, insieme al Foro è il fiume dell'appennino Frentano, lungo 30 km, avente sorgenti presso la Maiella. Sfocia nella piana del Foro presso Ortona.

### Laghi

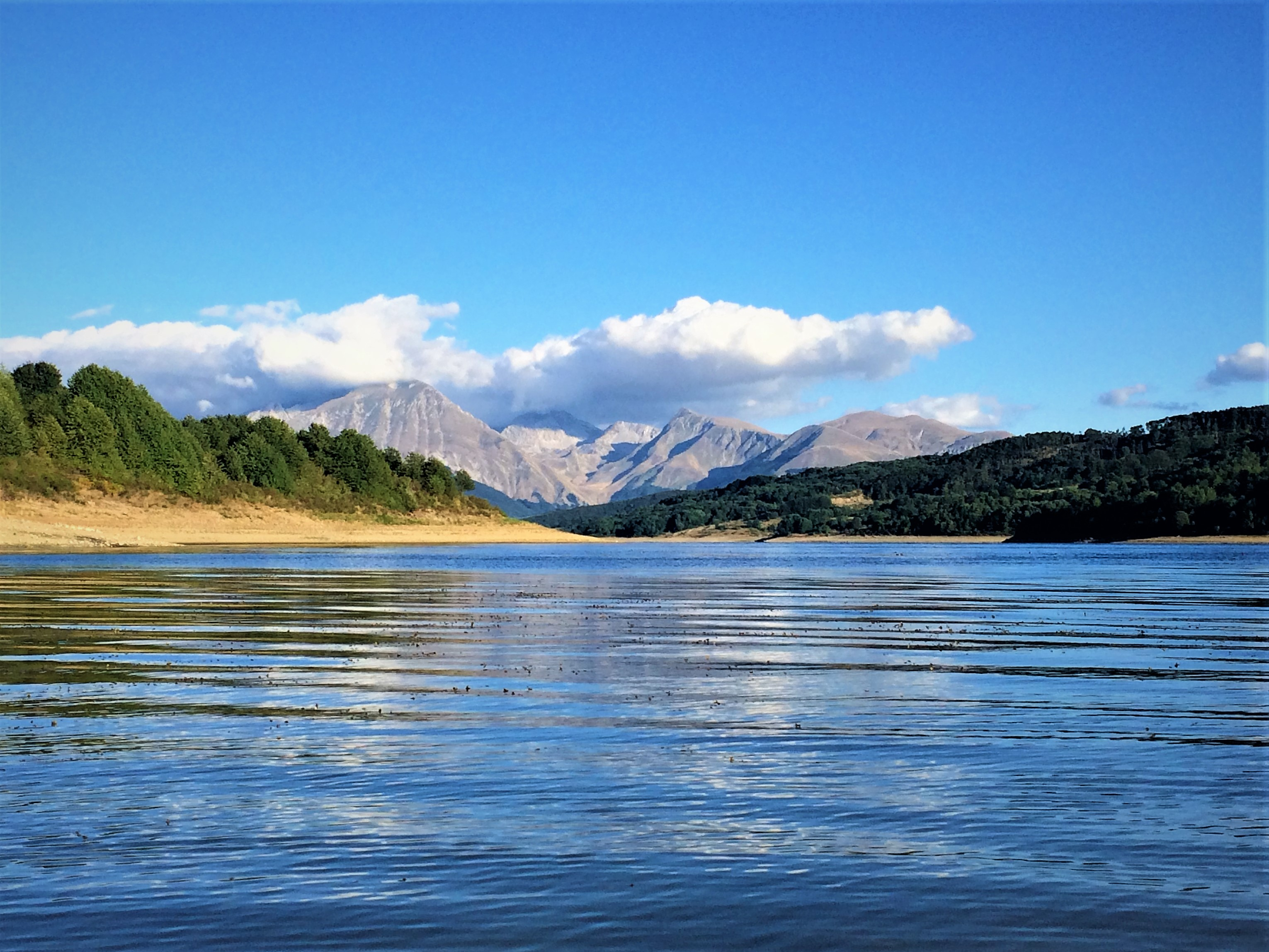
Lago di Campotosto

- Lago di Campotosto
- Lago di Barrea
- Lago di Scanno
- Lago di Bomba
- Lago di San Domenico (Villalago)
- Laghi di Bagno
- Lago Vetoio
- Lago Sinizzo

### Gole

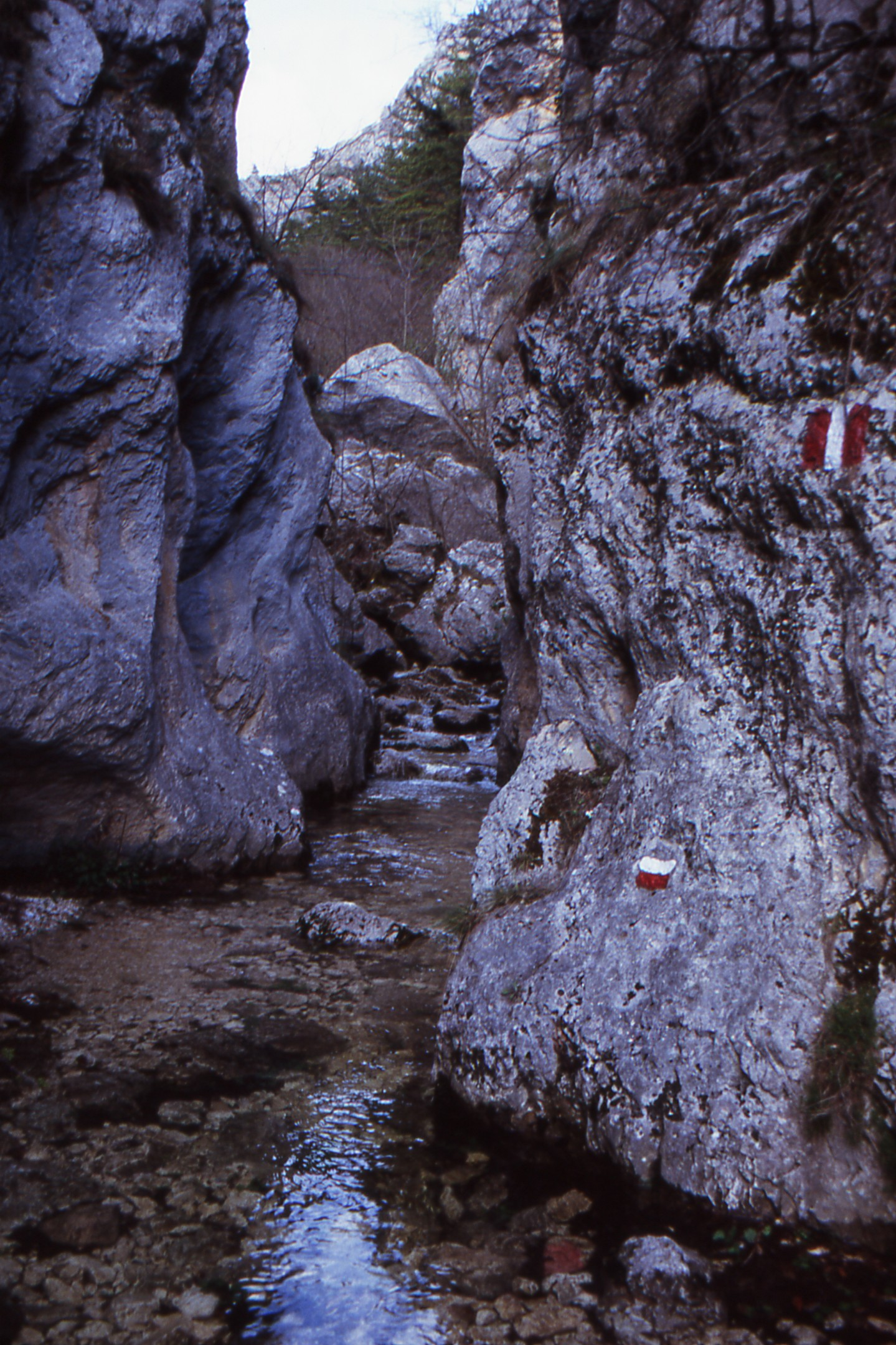
Gole di Celano

- Gole di San Venanzio(provincia de L'Aquila)
- Gole del Sagittario(provincia de L'Aquila)
- Gole di Celano(provincia de L'Aquila)
- Gole di Popoli(provincia di Pescara)
- Gole del Salinello(provincia di Teramo)
- Gole di Fara San Martino(provincia di Chieti)

### Grotte
- Grotte di Stiffe (San Demetrio ne' Vestini)
- Grotta del Cavallone (Lama dei Peligni)
- Grotta del Colle (Rapino)
- Riserva naturale speciale delle Grotte di Pietrasecca (Carsoli)
- Grotta Sant'Angelo (Palombaro)
- Grotta della Neve (San Martino sulla Marrucina)
- Grotte delle Gole di Fara (Fara San Martino)

## Provincia dell'Aquila

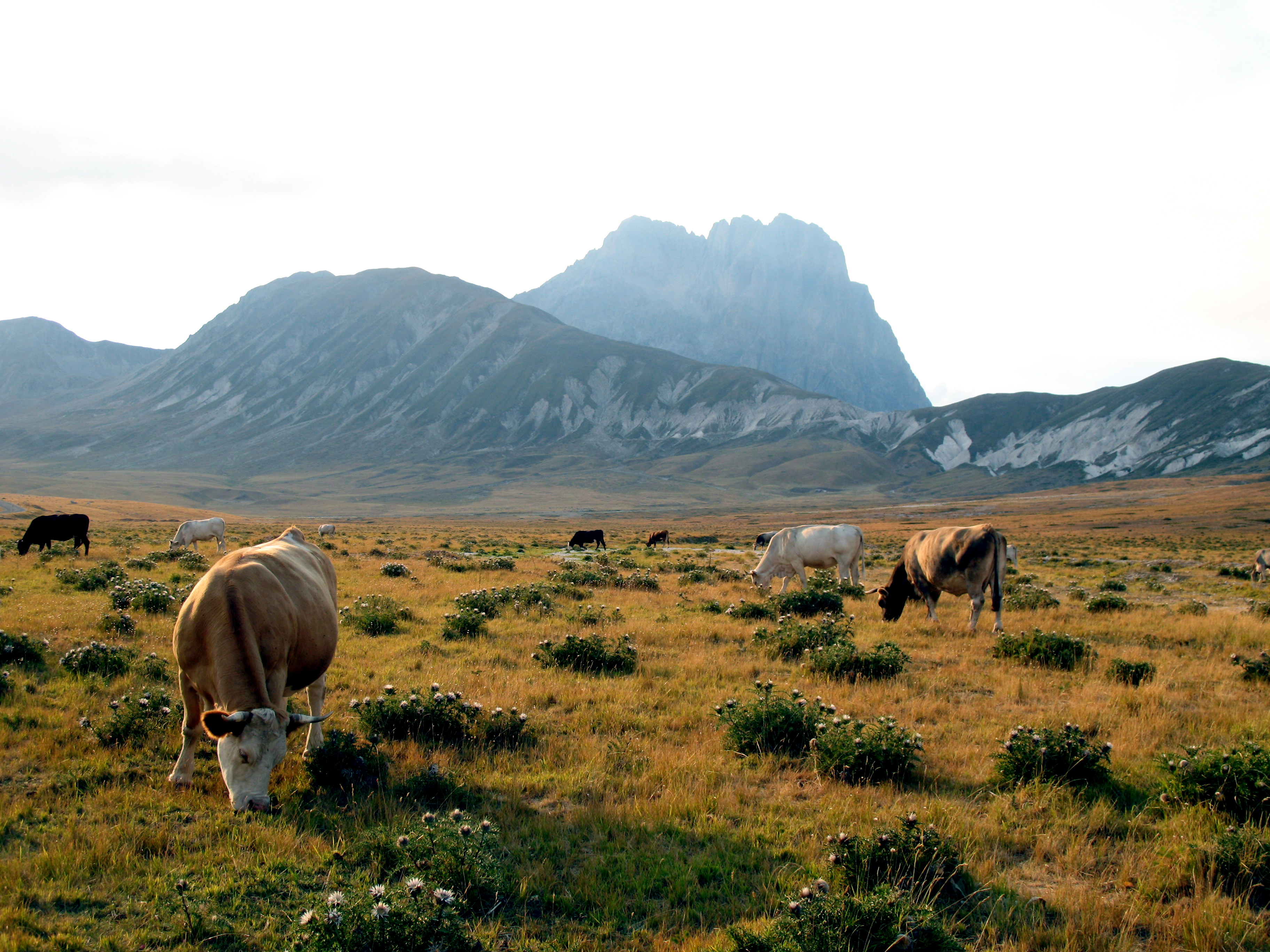
Campo Imperatore

Si estendono i monti dell'appennino abruzzese, presentando cime molto aguzze, alternate a dolci vallate fino a costituire il vasto altopiano del Gran Sasso, alto ben 2 912 m. Il capoluogo aquilano si trova nell'omonima conca presso la valle dell'Aterno, che abbraccia i centri di Pizzoli, Tione degli Abruzzi, Tornimparte, Lucoli, Ocre e Acciano. La valle, circondata dal Monte Cagno e dal Monte Luco, ha subìto negli anni '60 una forte espansione urbana, con i due maggiori nuclei industriali di Pettino-Pile e di Bazzano, mentre invece molti comuni della vallata sono rimasti nello stadio originale, con l'assenza di costruzioni moderne, come Navelli, Prata d'Ansidonia e San Pio delle Camere

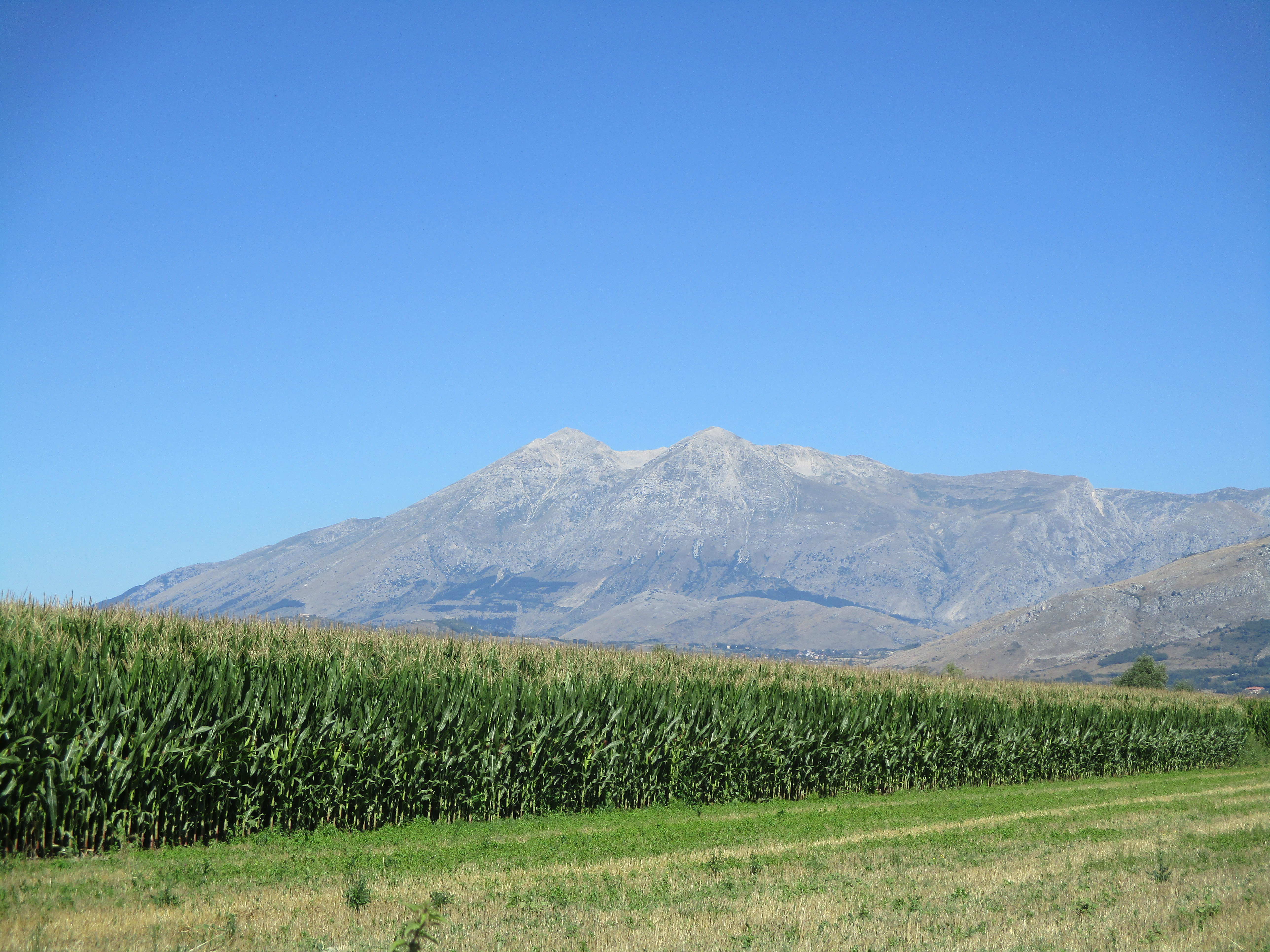
Fucino, veduta del Monte Velino

La densità abitativa, se non per L'Aquila-Avezzano-Sulmona è molto bassa, causata anche dal semi-spopolamento negli anni '60 e dal recente terremoto dell'Aquila del 2009; tuttavia il contesto naturalistico è uno dei migliori della regione, rimasto incontaminato, meta di turismo, poiché gran parte della vallata e della provincia è inclusa nel parco nazionale d'Abruzzo, Lazio e Molise e nel parco nazionale del Gran Sasso e Monti della Laga. La flora e la fauna sono distribuite in varie specie, tra gli animali figurano il lupo degli Appennini e l'orso bruno marsicano. La zona di grande interesse è Campo Imperatore sopra Assergi, dove recentemente si è formato un turismo di massa verso i piccoli borghi di Calascio, Santo Stefano di Sessanio e Castel del Monte. La zona dell'Aterno, compresa nel parco del Gran Sasso, è stata dotata di impianti e luoghi naturali attrezzati come il lago di Campotosto e la piana di Campo Felice, che si collega nell'altopiano delle Rocche con i comprensori di Ovindoli e Pescasseroli. Al confine con la Marsica e l'altopiano delle Rocche si trova il Parco naturale regionale Sirente-Velino, con i centri di Ovindoli e Rocca di Mezzo.
A sud ovest il territorio cambia, entrando nella Marsica, il suo maggiore centro è Avezzano, sorgente accanto al grande bacino prosciugato del Fucino, sede di sviluppo industriale nel XX secolo, nonché di vaste aree coltivabili, con 150 km q di area. Il territorio è abbracciato dalla catena montuosa del Sirente-Velino, costituito inoltre dalla Piana del Cavaliere e dalla valle del Liri verso il Lazio, tra i comuni di Carsoli, Rocca di Botte e Tagliacozzo.
Il terzo principale settore della provincia è la piana della valle Peligna con la città di Sulmona, circondata dalle gole del Sagittario di Anversa degli Abruzzi e dal massiccio occidentale della Maiella dove si aggrappano i comuni di Pacentro, Caramanico Terme e Roccacasale. Nella vallata c'è l'importante riserva naturale delle gole di San Venanzio a Raiano, dove fu fondato anche un eremo. Presso le gole del Sagittario, che comprende i comuni di Anversa, Villalago e Scanno, si giunge nel territorio del parco nazionale d'Abruzzo, Lazio e Molise nei centri di Civitella Alfedena e Barrea. Di qui si raggiunge la zona della Camosciara, che collega Alfedena alla Marsica mediante la val Fondillo di Opi. Al confine tra la Maiella e la provincia di Chieti si trova il vasto Altopiano delle Cinque Miglia che comprende i Monti Zurrone e Aremogna di Roccaraso, centro sciistico di grande importanza nel sud Italia, nonché luogo sede del Bosco di Sant'Antonio, di notevole interesse naturalistico, nel comune di Pescocostanzo.

## Provincia di Pescara

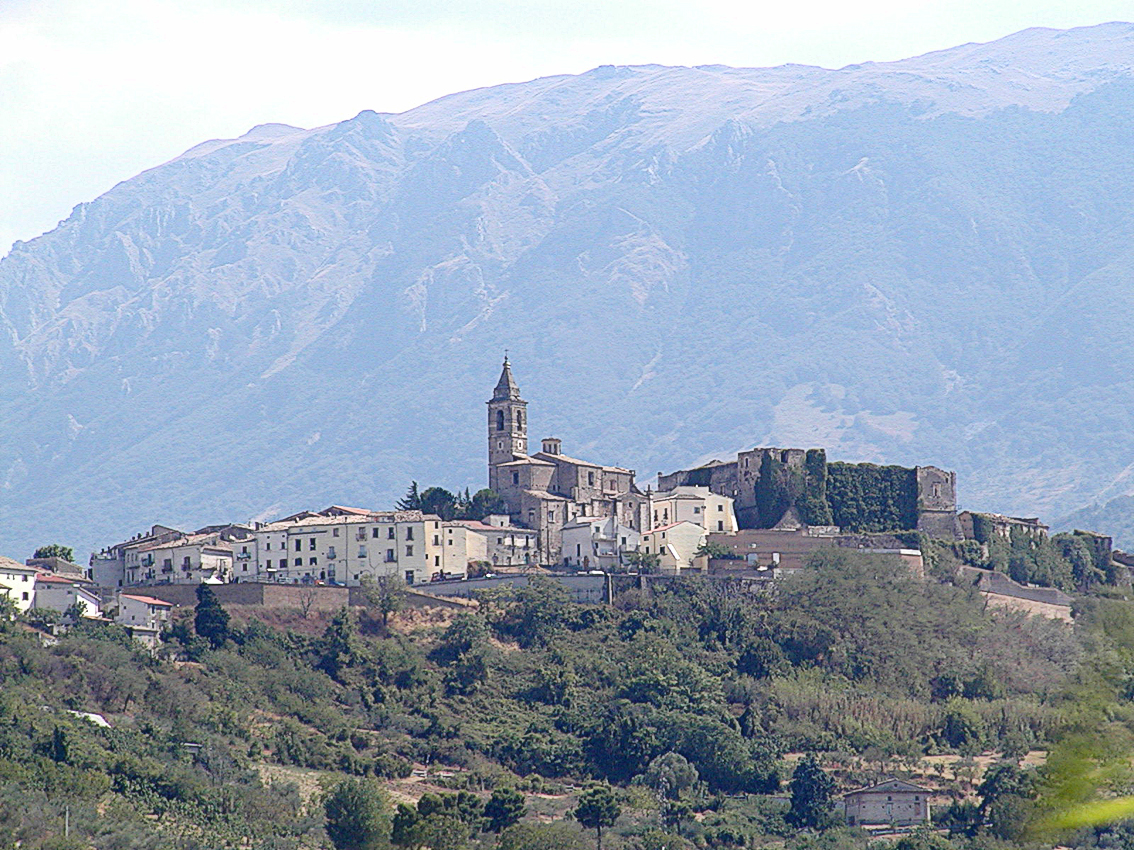
Tocco da Casauria con la Maiella

Pescara è la città più popolosa della regione, e possiede una provincia, la più piccola delle 4 costituita nel 1927, delimitata a est dal mar Adriatico, al nord dai rilievi dell'altopiano teramano nei colli di Città Sant'Angelo e Loreto Aprutino, e a ovest dai primi monti appenninici, e a sud dalle basse pianure dell'Alento chietino. Il territorio della piana pescarese, attraversato dalla vecchia via romana Tiburtina Valeria, oggi è completamente invaso da poli industriali e dall'aeroporto di Pescara, nel comprensorio industriale di Sambuceto e Spoltore. Le distese collinari di Città Sant'Angelo e Loreto mostrano i tratti tipici del colle franoso tufaceo, in cui si ammirano calanchi. Anche queste città verso la valle di Silvi e Montesilvano hanno subito dagli anni '60 una forte crescita economica e industriale, invadendo il territorio pianeggiante sotto i colli.
Proseguendo verso la montagna la vecchia via Valeria, il territorio è delimitato da colline montuose come nei casi di Rosciano, Manoppello, San Valentino in Abruzzo Citeriore e Tocco da Casauria, fino alle falde acquifere del Pescara a Popoli Terme, all'estremo confine della provincia con la valle Peligna. Un lembo della montagna della provincia è territorio del parco nazionale della Maiella, includente i comuni di Manoppello, Serramonacesca e Caramanico Terme.

## Provincia di Teramo

Panorama di Atri

Teramo è nel cuore della valle del Tordino, il cui fiume la lambisce e sfocia a Giulianova. Il territorio è circondato da vasti colli in declivio, molto dolci, alcuni dei quali oggetto di erosione e di formazione di calanchi. Il territorio si protende per i principali centri di Mosciano Sant'Angelo, Torricella Sicura, Cortino e Crognaleto, avvicinandosi al parco nazionale del Gran Sasso e Monti della Laga, in direzione di Isola del Gran Sasso d'Italia.
La costa teramana è interamente industrializzata, oggetto di forte sviluppo edilizio per il turismo e per l'incremento della popolazione. Alcuni comuni come Tortoreto Lido, Alba Adriatica e Pineto sono sorti negli anni '50, poiché prima zona acquitrinose e malsane, mentre paesi come Giulianova Alta e Silvi Paese hanno visto dislocato il proprio centro dal paese vecchio alla città nuova al mare. La zona della val Vibrata comprende le gole del Salinello, e i centri di Sant'Egidio alla Vibrata, Controguerra e Civitella del Tronto, che si estende sull'omonima valle. A sud ovest di Teramo invece si estende la valle del Vomano, ricca di colline erose, entrate nella riserva di Atri, nonché del grande nucleo industriale e urbano di Guardia Vomano - Castelnuovo Vomano nel comune di Notaresco.
In queste colline si trovano puntoni di tufo dove si trovano borghi medievali fortificati, come Castellalto, Montegualtieri, Cellino Attanasio e Castiglione Messer Raimondo; inoltre tale porzione di territorio comprende la piana delle "grandi abbazie", dove vennero edificate varie pievi medievali come la chiesa di Santa Maria di Propezzano, la chiesa di Santa Maria di Ronzano, la chiesa di Santa Maria a Vico. La porzione montuosa del Gran Sasso invece comprende i centri di Isola del Gran Sasso, meta di pellegrinaggi al santuario di San Gabriele dell'Addolorata, Castelli e Pietracamela, noti per la tipica ceramica dipinta.

## Provincia di Chieti

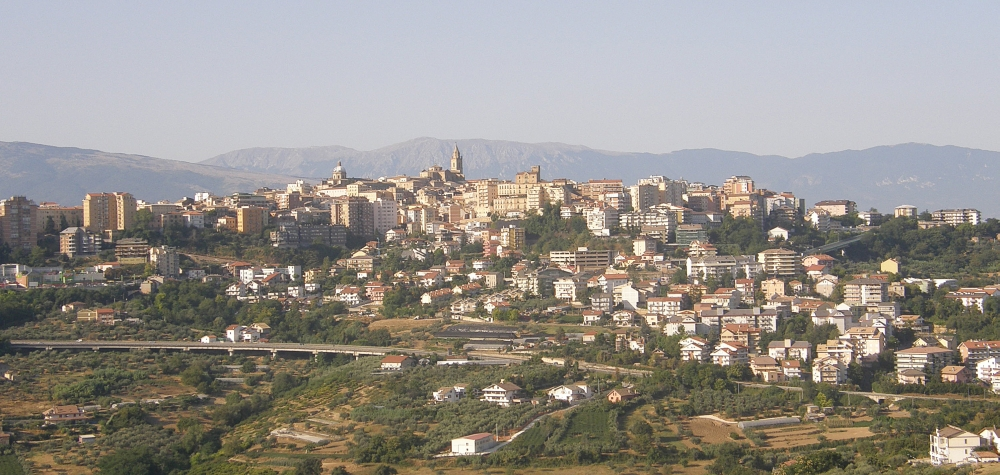
Panoarama di Chieti

Il territorio teatino è il secondo maggiore provinciale della regione, incluso tra il versante orientale della Maiella, le colline dell'Alento e del Foro, dove si trovano il capoluogo, Villamagna, Ripa Teatina e Bucchianico, la zona costiera di Francavilla al Mare, Ortona Fossacesia, Casalbordino e Vasto, insieme a tre zona ben distinte dell'entroterra provinciale: la piana Marrucina, la val di Sangro e dell'Aventino, e l'hinterland vastese del Trigno-Sinello.

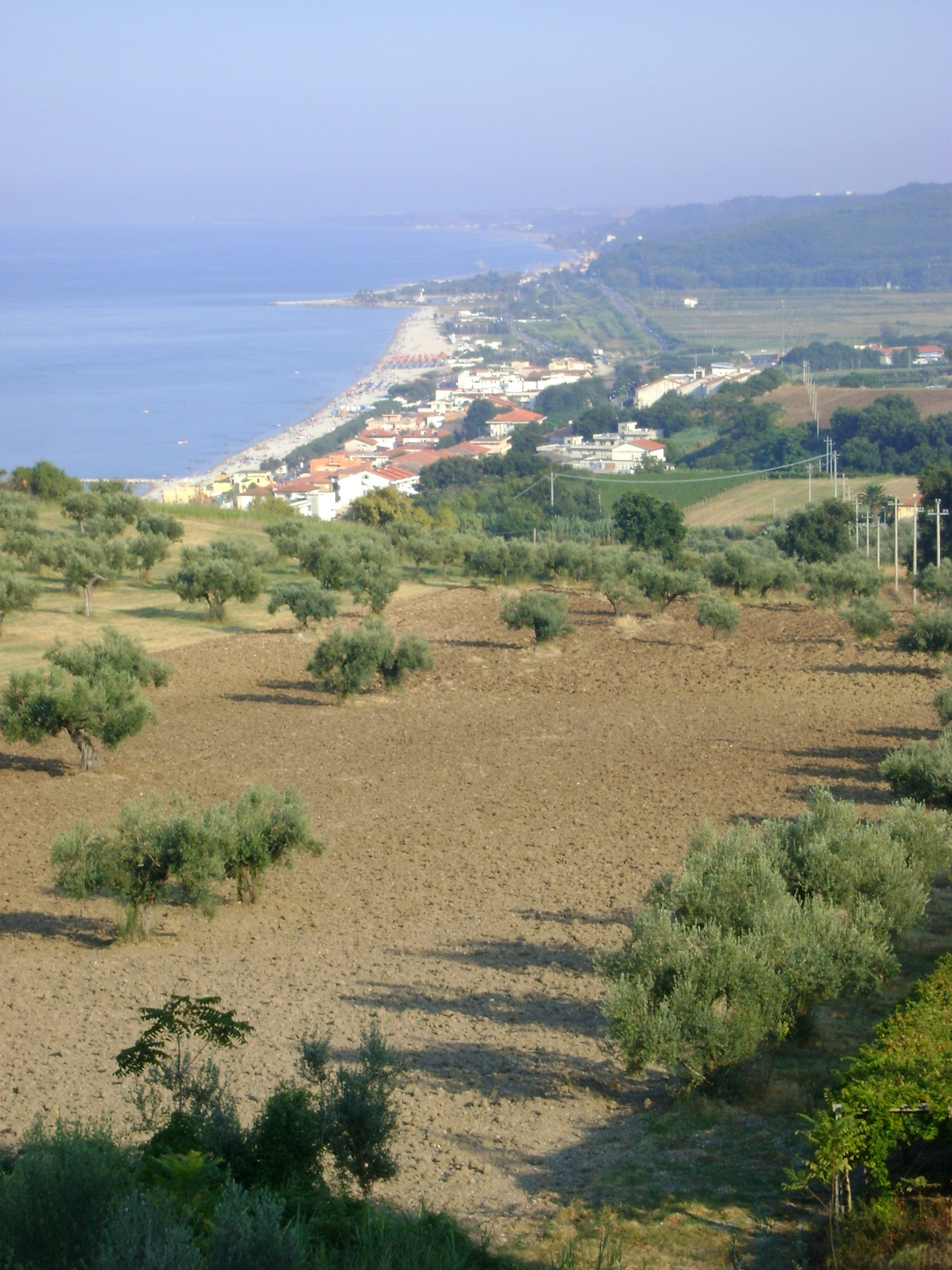
Panorama della Marina di Fossacesia dal colle dell'abbazia di San Giovanni in Venere

- La zona costiera di Francavilla è cementificata, salvo alcune aree boschive nell'entroterra, che si fondono con il nucleo industriale di Miglianico. La costa dei Trabocchi che parte da Ortona fino a Vasto è caratterizzata da colline tufacee che scendono a strapiombo sul mare, poiché erosi dall'acqua. Presso Torino di Sangro si trova la riserva naturale della lecceta.
- L'hinterland vastese vede i centri principali di San Salvo, Scerni e Casalbordino, caratterizzati da vaste aree collinari, che verso i Monti Frentani si fanno sempre più scoscesi e alti, fino a diventare parti della montagna. La'area è delimitata dai fiumi Trigno e Sinello, che sfociano a San Salvo, e andando verso la montagna, la zona confine con le montagne della provincia di Campobasso e di Isernia, nei territori di Roccavivara, Castelguidone e Capracotta.
- La zona della Marrucina comprende i centri di Ortona, Orsogna, Arielli, Tollo e Miglianico, affiancata dalla val di Foro, che separa le due valli mediante un grande colle lineare, delimitato dal fiume Arielli. L'area è ricca di boscaglie e vegetazione, mentre verso il mare il territorio è stato ripartito dall'uomo in vigneti e zone agricole. Il nucleo industriale si sviluppa verso la zona di Arielli e Stazione Caldari di Ortona.
- La Frentania o val di Sangro è rappresentata dal centro di Lanciano, posto sopra tre colli, e circondato da decine di altre alture scoscese, che a causa dell'erosione dei fiumi hanno provocato spaccature e discese improvvise a strapiombo. Da Lanciano al mare le colline allungate hanno fasce rettilinee che portano a San Vito Chietino e Fossacesia, mentre verso la grande conca della zona industriale Honda Sevel si incontrano terreni scoscesi e dissestati. Il territorio della vallata è molto ampio, e dalla zona piana del mare, a sud prosegue verso Atessa, dove il terreno si eleva perché legato ai Monti Frentani, e lo stesso accade andando a ovest, lungo il Sangro e l'Aventino, dove un gruppo di monti spacca in due il territorio. La piana dell'Aventino che inizia da Casoli prosegue lungo la fascia occidentale della Maiella, fino alle gole di Fara San Martino e al valico della Forchetta di Palena, dove si trovano numerose grotte carsiche, tra le quali la Grotta del Cavallone. Dall'altra parte, seguendo il Sangro lungo i centri di Bomba, Villa Santa Maria e Quadri si arriva a una cerniera che divide il territorio abruzzese dal molisano, risalendo l'Altopiano delle Cinque Miglia e giungendo nel comprensorio dell'Alto Sangro di Roccaraso e Castel di Sangro.
Da Fara San Martino il terreno cambia, andando a nord verso Chieti, divenendo più pianeggiante, fino a raggiungere la Piana di San Bartolomeo, crocevia tra la piana di Orsogna e il colle di Guardiagrele, a ridosso della Maiella.

## Territori
| Provincia dell'Aquila | Provincia di Teramo                                                              | Provincia di Pescara                                                             | Provincia di Chieti                                                  |
| --- | -------------------------------------------------------------------------------- | -------------------------------------------------------------------------------- | -------------------------------------------------------------------- |
| Valle dell'Aterno (Alto Aterno, Conca Aquilana, Valle Subequana) Altopiano di Navelli Valle del Tirino Marsica (Fucino, Piani Palentini, Piana del Cavaliere, Val Roveto, Valle del Giovenco) Conca Peligna Alto Sangro Altipiani maggiori d'Abruzzo | Valle del Piomba Valle del Tordino Valle del Tronto Val Vibrata Valle del Vomano | Area metropolitana di Pescara Val Pescara Val Fino Area Vestina Area casauriense | Alto vastese Val di Sangro Costa dei Trabocchi Aventino-Medio Sangro |